# Ich, du, er, sie
Ich, du, er, sie, Originaltitel Je tu il elle, ist ein Spielfilm von Chantal Akerman aus dem Jahr 1974.

## Handlung
Der Film zeigt die Handlungen und Begegnungen einer jungen Frau (Julie), allein in ihrer Wohnung, trampend unterwegs und ihr Zusammentreffen mit einer Freundin.
Julie verbringt eine Reihe von Tagen isoliert in ihrem Erdgeschosszimmer. Ihre Tätigkeiten wiederholen sich: sie verrückt Möbel, streicht diese um, zieht sich an und aus, liegt auf dem Bett, schreibt an einem Brief, isst Zucker mit einem Löffel aus einer Tüte. 
Dann bricht sie auf und trampt mit einem Lastwagenfahrer. Sie hört diesem auf der Fahrt zu, wie er über sein Familien- und Eheleben und über seine Sexualität redet. 
Dann trifft sie bei einer Freundin ein. Das Verhältnis der beiden wirkt  angespannt. Die Freundin möchte, dass Julie geht, bereitet ihr aber ein Brot; die beiden finden Nähe in Umarmungen und lieben sich schließlich in einer langen Sequenz des Films. Julie verlässt die Wohnung der Freundin.

## Entstehung
Chantal Akerman war im Alter von 24 Jahren aus New York zurückgekehrt. Je tu il elle drehte sie innerhalb einer Woche und mit geringem Etat. Elemente aus ihrem New Yorker Experimentalfilm-Hintergrund flossen in die Arbeit ein. Der Film entstand in Schwarz-Weiß auf 35 mm. Es war Chantal Akermans erster Langfilm.
In einem späteren Interview (1998) äußerte Akerman: «Ich schrieb eine Geschichte, die mir gefiel. … Alle dachten das sei politisch. Aber es war eine normale Geschichte. Es ist kein feministischer Film. Ich sage nicht, dass das ein queerer Film ist. Wenn ich das tun würde, dann würden Sie ihn voreingenommen anschauen.»

## Rezeption
Je tu il elle wird als Meilenstein des lesbischen Films und der filmischen Darstellung lesbischer Liebe bezeichnet.
Auf der Berlinale 2016 wurde der Film anlässlich des 30-jährigen Bestehens der Teddy Awards als ein wichtiger Meilenstein queerer Filmgeschichte gezeigt.